# Belém de Maria
Belém de Maria is een gemeente in de Braziliaanse deelstaat Pernambuco. De gemeente telt 9.703 inwoners (schatting 2009).
De gemeente grenst aan Bonito, Catende, São Joaquim do Monte, Lagoa dos Gatos en Cupira.